# 納科拉 (內布拉斯加州)
納科拉（英語：Nacora）是位於美國內布拉斯加州達科他縣的非建制地區。

## 歷史
納科拉的郵局於1892年設立，1894年關閉後又於1898年重啟，最終於1943年停運。

## 地理
納科拉所處的海拔為高於海平面430米（即1411英呎），而該地所採用的時區為UTC-6，即北美中部时区（CST）。同時該地設有夏令時間，為UTC-6調快一小時，即UTC-5（CDT）。